# بونپو
بونپو ((به ژاپنی: 文保 Bunpō)؛ نام یک عصر تاریخی ژاپنی بود. این عصر بعد از شووا (دوره کاماکورا) و قبل از گنئو قرار داشت و از فوریه ۱۳۱۷ تا آوریل ۱۳۱۹ میلادی به طول انجامید. در طی این عصر امپراتور هانازونو و امپراتور گودایگو ژاپن بودند.